# Lízib
Lízib (rus: Лызиб) és un poble del krai de Perm, a Rússia, que pertany al districte rural de Solikamski. El 2010 tenia 82 habitants.